# L'urlo dei giganti
L'urlo dei giganti (Hora cero: Operación Rommel) è un film del 1969 diretto da León Klimovsky.

## Trama
Nel luglio del 1944 durante la seconda guerra mondiale, quattro ufficiali americani vengono paracadutati nella zona di Passo Zelle, presidiata dalle truppe del generale von Gruber. Tra di loro c'è il maggiore Traniger, un tedesco antinazista. Dopo l'esplosione dell'aereo che li trasportava, si unisce a loro il tenente Mills. Insieme riescono a liberare alcuni alti ufficiali tedeschi, arrestati in seguito al complotto antihitleriano. Dopodiché Traniger si stacca dal gruppo e raggiunge la residenza di Rommel per rivelargli un piano per lasciare la Germania: il generale rifiuta. Mills cade nelle mani del nemico e rivela, involontariamente, la partecipazione di Rommel all'attentato contro Hitler, provocando la sua fine. Nel frattempo Heston e gli altri giungono a Forte Kesselberg e  distruggono la guarnigione. 
Il generale von Gruber muove all'attacco del commando americano, facendo, in questo modo, il gioco del nemico.  Nel mentre Heston e i suoi, aiutati dal maggiore Traniger, infliggono una pesante sconfitta ai tedeschi. Le truppe americane passano vittoriosamente all'attacco nella zona del Passo Zelle. Heston sarà il solo del suo gruppo  a sopravvivere.

## Produzione
Il film è stato girato in Spagna, grazie all'esercito spagnolo. Di conseguenza anche le armi e gli automezzi sono spagnoli.